# Assay ton
Assay ton war eine englische Masseneinheit für Edelmetalle und edelmetallhaltige Erze in England und Nordamerika. Das Maß wurde zu den Probiergewichten in der analytischen Chemie gerechnet. Es diente der quantitativen Bestimmung von Berg- und hüttenmännischen Erzeugnissen. Edelmetalle wog man nicht nach dem Avoir-dupois-System, sondern nach dem Troy-System, womit der Feingehalt gemessen wurde.
- 1 Assay ton = 29,166 g